# Black and Blue
Black And Blue —en español: Negro y azul— es un álbum de estudio de la banda de rock británico The Rolling Stones, lanzado el 23 de abril de 1976. Fue la decimotercera publicación de estudio en el Reino Unido y la decimoquinta en los Estados Unidos.
Se destaca por ser el primer álbum de estudio de la banda luego de la partida del guitarrista Mick Taylor. También por ser el primero en que aparece Ron Wood quien luego quedaría como miembro oficial de los Stones. Wood había tocado la guitarra acústica de doce cuerdas en la canción «It's Only Rock 'n' Roll (But I Like It)» del álbum It's Only Rock 'n' Roll y aparece en la mitad de las canciones de Black and Blue (principalmente en coros) con Wayne Perkins y Harvey Mandel tocando la guitarra en los títulos restantes.
El álbum desplegó el tradicional estilo rock and roll de la banda con fuertes influencias de reggae y funk. Aunque fue grabado en un momento de transición para la banda, el lanzamiento ha recibido a lo largo de los años críticas mixtas a positivas de publicaciones como Allmusic, con el crítico Stephen Thomas Erlewine diciendo sobre la grabación: "contiene canciones con largos grooves y jams", concluyendo que "eso es lo que lo hace bueno".

## Historia

### Antecedentes y grabación
En diciembre de 1974 los Rolling Stones regresaron a Múnich, Alemania, (lugar de grabación de It's Only Rock'n'Roll) y comenzaron a trabajar en su siguiente álbum con Mick Jagger y Keith Richards, bajo el nombre de The Glimmer Twins, como productores nuevamente. En vistas a lanzar el nuevo disco a tiempo para su nueva gira por Estados Unidos, Tour of the Americas, la banda continuó su trabajo en Róterdam, Países Bajos al mismo tiempo que audicionaba guitarristas. Entre los aspirantes se encontraban Jeff Beck, Rory Gallagher, Harvey Mandel, Wayne Perkins, Peter Frampton, y Ron Wood, aunque solo Mandel, Perkins y Wood aparecerían en el álbum finalmente. Con mucho trabajo por delante todavía, decidieron posponer el lanzamiento para el año entrante y lanzar en su lugar el compilado Made in the Shade. «Cherry Oh Baby» (cover de la canción reggae de 1971 de Eric Donaldson) sería la única canción del próximo álbum tocada esporádicamente en el Tour of the Americas.
Tras finalizar la gira, la banda fue a Montreux, Suiza, en octubre para hacer algún trabajo de overdub (técnica de grabación), volviendo a Musicland Studios en Múnich en diciembre para realizar trabajos similares. Después de algunos retoques finales, Black and Blue se completó en la ciudad de Nueva York en febrero de 1976. En febrero de 1976 los Stones volaron a Sanibel Island Beach en la Isla Sanibel, Florida, para ser fotografiados por el famoso fotógrafo de moda Hiro para la cubierta del álbum. Estilísticamente, Black and Blue abarca el hard rock en «Hand of Fate» y «Crazy Mama», el funk en «Hot Stuff», el reggae en «Cherry Oh Baby» y el jazz en «Melody» (con la participación del talentoso Billy Preston, un gran contribuyente en el álbum). Estilos musicales y temáticas se han fusionado en los siete minutos de «Memory Motel», tanto con Jagger y Richards que aportan las voces de una canción de amor integrado dentro de una vida en la calle.

### Lanzamiento y recepción
Lanzado en abril de 1976 –con la canción «Fool To Cry» como primer sencillo, que llegó al Top 10 en muchos lugares del mundo– Black and Blue alcanzó el puesto #2 en el Reino Unido y se mantuvo cuatro semanas al tope de las listas de éxitos en los Estados Unidos, siendo certificado platino. La visión crítica fue mixta: Lester Bangs criticó el álbum y escribió en la revista Creem que "este es el primer álbum sin sentido de Rolling Stones, y gracias a Dios"; sin embargo, en la Guía del Consumidor de Creem de 1976, Robert Christgau clasificó el álbum con una A–.
Mientras que oficialmente se acreditaron las canciones del álbum excepto «Cherry Oh Baby» a Jagger/Richards como autores, el crédito para «Hey Negrita» específica 'Inspiración por Ron Wood' y «Melody» indica 'Inspiración por Billy Preston'. Bill Wyman lanzaría después una versión de «Melody» con su banda Rhythm Kings, acreditando a Preston como autor. Dos pistas extras grabadas en las sesiones de Róterdam fueron liberadas más tarde en el álbum Tattoo You de 1981: «Slave» y «Worried About You».
El álbum fue promovido con un polémico cartel en Sunset Boulevard, Hollywood, en el cual se apreciaba a la modelo Anita Russell golpeada y sometida, acompañada de la frase "Estoy negra y azul (Black and Blue es una forma popular de referirse a los moretones) por culpa de los Rolling Stones, ¡pero me encanta!". La cartelera se retiró después de las protestas por parte del grupo feminista Women Against Violence Against Women, a pesar de que la banda ganó amplia cobertura de prensa. A pesar de todo este revuelo, la modelo declaró "La gente debería tener más sentido del humor". En 1994, Black and Blue fue remasterizado y relanzado por Virgin Records, otra vez en 2009 por Universal Music y una vez más en 2011 por Universal Music Enterprises en una versión únicamente japonesa en SHM-SACD.

## Lista de canciones
Todas las canciones escritas y compuestas por Jagger/Richards, excepto donde se indique. 
| Cara uno |                                   |          |  |
| N.º      | Título                            | Duración |  |
| 1.       | «Hot Stuff»                       | 5:20     |  |
| 2.       | «Hand of Fate»                    | 4:28     |  |
| 3.       | «Cherry Oh Baby» (Eric Donaldson) | 3:57     |  |
| 4.       | «Memory Motel»                    | 7:07     |  |

| Cara dos |                                        |          |  |
| N.º      | Título                                 | Duración |  |
| 5.       | «Hey Negrita» (inspirada por Ron Wood) | 4:59     |  |
| 6.       | «Melody» (inspirada por Billy Preston) | 5:47     |  |
| 7.       | «Fool to Cry»                          | 5:03     |  |
| 8.       | «Crazy Mama»                           | 4:34     |  |

## Personal
| The Rolling Stones - Mick Jagger: voz; coros en «Hot Stuff», «Cherry Oh Baby», «Memory Motel» y «Fool to Cry»; armonías vocales en «Hey Negrita»; percusión en «Hot Stuff»; guitarra eléctrica en «Crazy Mama»; piano eléctrico en «Fool to Cry»; piano acústico en «Memory Motel»; pisotón en «Melody». - Keith Richards: guitarra eléctrica; coros en «Hot Stuff», «Hand of Fate», «Cherry Oh Baby», «Memory Motel» y «Hey Negrita»; armonías vocales en «Cherry Oh Baby»; bajo en «Crazy Mama»; piano Rhodes en «Memory Motel». - Charlie Watts: batería, percusión. - Bill Wyman: bajo; percusión en «Hot Stuff». - Ron Wood: guitarra eléctrica en «Hey Negrita», «Cherry Oh Baby» y «Crazy Mama»; coros en «Hot Stuff», «Hand of Fate», «Memory Motel», «Hey Negrita» y «Crazy Mama». Personal adicional - Billy Preston: órgano en "Hey Negrita" y "Melody"; piano en "Hot Stuff", "Hand of Fate", "Hey Negrita", "Melody" y "Crazy Mama"; sintetizador de cuerdas en "Memory Motel"; armonías vocales en "Melody"; coros en "Hot Stuff", "Memory Motel" y "Hey Negrita"; percusión en "Melody". - Nicky Hopkins: piano y ARP String Ensemble en "Fool to Cry"; órgano en "Cherry Oh Baby". - Harvey Mandel: guitarra eléctrica en "Hot Stuff" y "Memory Motel". - Wayne Perkins: guitarra acústica en "Memory Motel"; guitarra eléctrica en "Hand of Fate" y "Fool to Cry". - Ollie E. Brown: percusión en "Hot Stuff", "Hand of Fate", "Cherry Oh Baby", "Hey Negrita" y "Crazy Mama". - Ian Stewart: percusión en "Hot Stuff". - Arif Mardin: arreglo de vientos en "Melody". | Técnica y diseño - Keith Harwood: ingeniero de sonido. - Glyn Johns: ingeniero de sonido. - Phil McDonald: ingeniero de sonido. - Lew Hahn: ingeniero de sonido. - Jeremy Gee: ingenieros asistentes. - Dave Richards: ingenieros asistentes. - Tapani: ingenieros asistentes. - Steve Dowd: ingenieros asistentes. - Gene Paul: ingenieros asistentes. - Hiro: fotografía - Lee Hulko: masterización del LP (original de 1976) - Robert Ludwig: masterización del CD en los estudios de mastering Gateway (versión de Virgin de 1994) |

## Posición en las listas
| Listas (1976)                     | Mejor posición |
| --------------------------------- | -------------- |
| Alemania (Media Control Charts)   | 15             |
| Austria (Ö3 Austria)              | 4              |
| Canadá (RPM)                      | 2              |
| Estados Unidos (Billboard 200)    | 1              |
| Noruega (VG-lista)                | 2              |
| Nueva Zelanda (Recorded Music NZ) | 4              |
| Países Bajos (Album Top 100)      | 1              |
| Reino Unido (UK Albums Chart)     | 2              |
| Suecia (Sverigetopplistan)        | 6              |

| Año  | Sencillo      | Listas            | Mejor Posición |
| ---- | ------------- | ----------------- | -------------- |
| 1976 | «Fool To Cry» | UK Top 50 Singles | 6              |
| 1976 | «Fool To Cry» | Billboard Hot 100 | 10             |
| 1976 | «Hot Stuff»   | Billboard Hot 100 | 49             |
| 1976 | «Hot Stuff»   | Black Singles     | 84             |
| 1976 | «Hot Stuff»   | Club Play Singles | 11             |

## Certificaciones
| País                  | Certificación | Ventas certificadas |
| --------------------- | ------------- | ------------------- |
| Estados Unidos (RIAA) | Platino       | 1 000 000^          |
| Francia (SNEP)        | Oro           | 100 000^            |
| Reino Unido (BPI)     | Oro           | 100 000^            |

Nota: ^ Cifras de ventas basadas únicamente en la certificación